# 骨度法
骨度法（こつどほう）は、骨を基準とし、身体各所の長さを尺寸によって定めるものである。経穴を取穴する際にこの骨度法を元にするため、鍼灸療法では非常に重要である。ここに出てくる尺、寸や分は尺貫法で定められているものではなく、身体各所によりその長さは異なる。
古代中国の医学書「黄帝内経霊枢」の「骨度篇」に由来している。
骨度法では身長を7尺5寸として様々な尺寸を定めている。この尺寸は明治に西洋医学に対抗するため生み出されたものである。患者によって差異があるので長さが若干違うこともある。

## 骨度法の取り方
- 身長…7尺5寸

### 頭部
- 前髪際から後髪際…1尺2寸
- 前髪際から眉間…3寸
- 前髪際から下顎骨（オトガイ）の下縁…1尺
- 喉頭隆起から胸骨の頚切痕…4寸
- 後髪際から第1胸椎…2寸5分
- 両額角髪際間…9寸

### 胸腹部
- 両乳頭間…8寸
- 胸骨体下端から臍（さいと読む。へそのこと）…8寸
- 両肩甲骨内縁間…6寸
- 胸骨の長さ…9寸
- 腋窩横紋前端から季肋（章門穴すなわち第11肋骨前端下際）…1尺2寸
- 季肋（章門穴すなわち第11肋骨前端下際）から大転子…6寸
- 臍から恥骨結合上縁…5寸

### 上肢部
- 大椎穴すなわち第7頚椎棘突起の下の隆椎から肩峰外端…7寸
- 肩峰外端から肘尖（肘関節）…1尺
- 腋窩横紋前端から肘窩横紋…9寸
- 肘関節横紋から手関節横紋…1尺2寸
- 手関節横紋から第3中手指節関節（手の平の長さ）…4寸
- 第3中手指節関節から中指先端（中指の長さ）…4寸5分

### 下肢部
- 大転子から膝窩中央（膝関節横紋）…1尺9寸
- 恥骨結合上縁から大腿骨内側上顆上縁…1尺8寸
- 大腿骨内側上顆上縁から脛骨内側顆下縁…3寸5分
- 膝関節横紋（委中穴）から外果頂点…1尺6寸
- 脛骨内側顆下縁から内果頂点…1尺3寸
- 膝窩から踵骨上縁…1尺6寸
- 外果下際から地面…3寸
- 足の長さ…1尺2寸
- 足の幅…4寸5分